# 2000-es észt labdarúgó-bajnokság (első osztály)
A 2000-es észt labdarúgó-bajnokság az észt labdarúgó-bajnokság legmagasabb osztályának 10. bajnoki éve volt. A pontvadászat 8 csapat részvételével zajlott. 
A bajnokságot a Levadia Maardu nyerte az ezüstérmes Flora Tallinn, és a bronzérmes TVMK Tallinn előtt.

## A bajnokság végeredménye
| Hely | Csapat              | M  | Gy | D | V  | RG | KG | P  |                                   |
| ---- | ------------------- | -- | -- | - | -- | -- | -- | -- | --------------------------------- |
| 1    | Levadia Maardu (B)  | 28 | 23 | 5 | 0  | 88 | 20 | 74 | Bajnokok ligája–első selejtezőkör |
| 2    | Flora Tallinn       | 28 | 16 | 7 | 5  | 51 | 25 | 55 | UEFA-kupa–első selejtezőkör       |
| 3    | TVMK Tallinn        | 28 | 14 | 6 | 8  | 54 | 29 | 48 | Intertot-kupa                     |
| 4    | Viljandi Tulevik    | 28 | 12 | 9 | 7  | 45 | 34 | 45 |                                   |
| 5    | Narva Trans         | 28 | 12 | 7 | 9  | 64 | 40 | 43 | UEFA-kupa–első selejtezőkör       |
| 6    | Lootus Kohtla-Järve | 28 | 6  | 4 | 18 | 26 | 54 | 22 |                                   |
| 7    | FC Kuressaare       | 28 | 5  | 4 | 19 | 25 | 68 | 19 | Osztályozó                        |
| 8    | FC Valga            | 28 | 2  | 2 | 24 | 11 | 94 | 8  | Kiesett                           |

M = Mérkőzés; Gy = Győzelem; D = Döntetlen; V = Vereség; RG = Rúgott gól; KG = Kapott gól; GK = Gólkülönbség; P = Pontok
B = Bajnok
|  | UEFA-bajnokok ligája |
|  | UEFA-kupa            |
|  | UEFA Intertotó-kupa  |
|  | Osztályozó           |
|  | Kiesett              |

## Osztályozó
| 2000. november 5. |

| Tervis Pärnu | – | FC Kuressaare |
| ------------ | - | ------------- |
|              |   |               |

|  |

| 2000. november 11. |

| FC Kuressaare | – | Tervis Pärnu |
| ------------- | - | ------------ |
|               |   |              |

|  |

- Az FC Kuressaare játék nélkül nyerte meg az osztályozót, mivel a Tervis Pärnu visszalépett arra hivatkozva, hogy játékosai az Észt U18-as válogatottal voltak ekkor.

## Góllövőlista élmezőnye
| Hely | Játékos          | Csapat           | Gólok |
| ---- | ---------------- | ---------------- | ----- |
| 1    | Egidijus Juška   | TVMK Tallinn     | 24    |
| –    | Toomas Krõm      | Levadia Maardu   | 24    |
| 3    | Maksim Gruznov   | Narva Trans      | 22    |
| 4    | Vitalijs Teplovs | TVMK Tallinn     | 13    |
| –    | Indro Olumets    | Levadia Maardu   | 13    |
| 6    | Marius Dovydėnas | Viljandi Tulevik | 12    |
| 7    | Sergei Bragin    | Levadia Maardu   | 11    |
| 8    | Meelis Rooba     | Flora Tallinn    | 10    |
| –    | Dmitry Lipartov  | Narva Trans      | 10    |